# عقدية مقيحة
العِقْديّة المقيِّحة أو المكورة العقدية المقيحة (باللاتينية: Streptococcus pyogenes) نوع من البكتيريا إيجابية الغرام. ومثل كل العقديات الأخرى، لها دور مهم في الأمراض التي تصيب الإنسان. الإصابة بها نادراً ماتحدث، لكنها عادة ما تكون مُمرضة، رغم أنها تتواجد كجزء من فلورا الجلد. وهي إيضا ضمن المجموعة أ من لانسفيلد وهي غالبا ماتسمى عقديات المجموعة أ  (GAS)، لإنها تحمل الأنتجين أ على السطح الخلوي. إصابات المجموعة أ من العقديات يمكن أن تؤدي لحدوث أمراض، والتي غالبا ماتنتج مساحات صغيرة من تحلل دموي من النوع بيتا، و تدمير شامل لكل خلايا الدم الحمراء. (منطقة عادة ماتكون ذات مساحة تترواح مابين 2-3 ملم) لذلك فهي تسمى أيضاً  المجموعة أ (المحللة للدم - بيتا) من العقديات ( GABHS ) .
مثل المكورات الأخرى، العقديات هي بكتريا مكورة. الأسم مشتق من الكلمة اللاتينية "streptos"، والتي تعني السلسلة الملتوية، لإن هذه الخلايا العقدية تميل للارتباط ببعضها في هيئة سلاسل، والتي تشبه عقد لؤلؤ عندما يتم فحصها تحت المجهر. العقديات هي سالبة اختبار الكتاليز وموجبة صبغة جرام. «العقديات المقيحة» يمكن أن تتم زراعتها
على الآجار الدموي. تحت الظروف المثالية، لها فترة حضانة تترواح من يوم إلى ثلاثة أيام.
يقدر عدد الإصابات حول العالم بما يقارب 700 مليون أصابة سنوياَ. في حين أن معدل الوفيات الإجمالي بسبب هذه البكتريا هو 0.1٪، وفي أكثر من 650,000 حالة تكون الإصابة شديدة ومجتاحة (غازية للأنسجة الأخرى)، كما أن نسبة الوفاة تبلغ 25٪. يعتبر التشخيص المبكر والعلاج من الأمور بالغة الأهمية؛ التشخيص الخاطيء قد يؤدي إلى تعفن الدم والموت.

## الأنماط المصلية
في 1928، قامت ريبكا لانسفيلد بنشر طريقة للتصنيف المصلي لبكتريا S. pyogenes اعتمادا على بروتين م، وعوامل الضراوة الموجودة على سطحها. لاحقاَ، في 1946، وصفت لانسفيلد التصنيف المصلي للعزلات وفقا للإنتجين السطحي ت. أربع من العشرين نوع للانتجين ت تم التعرف عليها على أنها أهداب، والتي تستخدمها البكتريا كطريقة للالتصاق بخلايا العائل. هناك مايقارب 220 نمط مصلي للبروتين م وحوالي 20 نوع مصلي للبروتين ت والتي تم اكتشافها حتى الآن. لذلك يتم استخدام المصطلح الجمعي «المجموعة أ من الستربتوكوكاي» (إشارة للأنواع المصلية) والمصطلح الفردي «المجموعة أ من الستربتوكوكس» (إشارة للنوع المصلي الواحد) وكلاهما شائع الاستخدام.

## الإمراضيه
«العقديات المقيحة» هي المسببة لكثير من الأمراض البشرية، تتدرج من إصابات جلدية سطحية طفيفة إلى أمراض جهازية تهدد الحياة. تبدأ العدوى عادة في الحنجرة أو الجلد. أكثر العلامات التي تميزها هو طفح جلدي يشبه الفراولة. من الأمثلة على بعض الأصابات الخفيفة التي تتسبب بها العقديات المقيحة إلتهاب البلعوم (التهاب الحلق) وإصابات جلدية متمركزة (القوباء). كلا من الحمرة (مرض جلدي معدي يحمر موضع الإصابة) وإلتهاب النسيج الخلوي تتميز بتكاثر العقديات المقيحة وانتشارها في الطبقات العميقة من الجلد. اجتياج وتكاثر العقديات المقيحة في اللفافات (مجموعة من النسيج الضام تقع إما اسفل الجلد أو بشكل غائر) قد يؤدي إلى إلتهاب اللفافات الناخر، وهي حالة خطيرة تهدد الحياة وتتطلب التدخل الجراحي.
بعض الإصابات بسلالات معينة من العقديات المقيحة يمكن أن يرافقها إطلاق سموم بكتيرية. إصابات الحنجرة يرافقها إطلاق سموم تؤدي إلى الحمى القرمزية. بعض السلالات الأخرى ذات السمية قد ينتج عنها متلازمة الصدمة السمية العقدية، والتي تعتبر خطيرة جداً.
العقديات المقيحة يمكن أن تسبب إيضاً متلازمات تلى العدوى بشكل «غير متقيح» (غير مرتبط مع وجود بكتريا متمركزة ومتكاثرة ومكونة للصديد). هذه المضاعفات التي تتولد عن طريق المناعة الذاتية تلي نسبة بسيطة من الاصابات وتشمل الحمى الروماتيزمية وإلتهاب كبيبات الكلى الحادالتالي للإصابات. كلتا الحالتين تظهر بعد عدة أسابيع من العدوى المبدئية للعقديات. الحمى الروماتيزمية تتميز بالتهاب المفاصل و/ أو التهاب القلب تلي سلسلة من إلتهاب الحنجرة العقدي. التهاب كبيبات الكلى الحاد، التهاب كبيبة الكلية، يمكن أن يتبع التهاب الحنجرة العقدي أو عدوى الجلد.
لاتزال هذه البكتريا شديدة الحساسية ضد البنسيلين. وفي حالة فشل العلاج بالبنسيلين قد يكون ذلك غالبا بسبب إنتاج الكائنات المتعايشة المحلية لإنزيم بيتا لاكتاماز، أو الفشل
في الوصول للإنسجة الملائمة من الحنجرة. بعض السلالات أصبحت تمتلك مقاومة ضد المضادات الحيوية مثل الماكروليدات، التتراسكلينات والكلينداميسين.

## عوامل الضراوة
العقديات المقيحة لها عدة عوامل ضراوة والتي تمكنها من الالتصاق بانسجة العائل، بالإضافة إلى الانتشار واختراق طبقات انسجته وتجنب ردود فعله المناعية. بالإضافة لوجود كبسولة بكتيرية تحيط بكل البكتريا قوامها من الكربوهيدرات وتتألف من حمض الهيالورونيك، وتحميها من البلعمة (phagocytosis) بواسطة الخلايا المتعادلة (neutrophils). بالإضافة لذلك، فإن الكبسولة وعدة عوامل تتواجد في الجدار الخلوي مثل بروتين م، حمض الليبتوتشويك، وبروتين ف (SfbI) كلها تسهل التصاق البكتريا بأنواع مختلفة من خلايا العائل.
البروتين م يقوم إيضاً بتثبيط عمليات الهضم
(opsonization) والتي تتم عن طريق النظام المتمم البديل، يتم التثبيط عن طريق الارتباط بالخلايا المسؤولة عن تنظيم عمل المتمم في العائل نفسه. بعض السلالات يتواجد بها البروتين م ولديه قدرة إضافية لمنع الهضم عن طريق الارتباط مع الفيبرينوجين.
مع ذلك، فإن البروتين م هو أيضا أضعف آليات دفاع الكائن الممرض، حيث أنه يتم إنتاج أجسام مضادة بواسطة الجهاز المناعي ضد البروتين م تجعل البكتريا مستهدفة لحدوث الإبتلاع. البروتين م مميز لكل سلالة، ويمكن أن يتم إستخدامة كوسيلة لتحديد السلالة المسببة للمرض.

## الإستذابة
كل سلالات العقديات المقيحة تعتبر متعددة المستذيبات، حيث أنها تحمل واحد أو أكثر من اللاقمات (فيروس يلتهم البكتريا bacteriophage) في الجينوم الخاص بها. بعض اللاقمات قد تكون ناقصة أو بها خلل، ولكن اللاقمات النشطة في بعض الحالات تعوض خلل اللاقمات الأخرى. بشكل عام، في جينوم سلالات  العقديات المقيحة  المعزولة خلال المرض وجد أن > 90% متطابقة، ولكن الاختلاف يحدث فقط في اللاقمة التي تحملها.
| الاسم                                     | الوصف |
| ----------------------------------------- | --- |
| Streptolysin O                            | سم خارجي، وأحد أهم خصائص الكائن المحلل للدم من النوع بيتا، ستربتوليسين ويسبب حدوث رد فعل مناعي ويمكن إيجاد الأجسام المضادة له؛ antistreptolysin O (ASO) يمكن أن تستخدم إكلينيكيا للتأكد من حدوث إصابة حديثة. |
| Streptolysin S                            | سم خارجي يؤثر على القلب، ومن المكونات الاخرى لتحلل الدم من نوع بيتا، لايولد رد فعل مناعي وثابت في وجود O2 : هذا السم الخلوي له تأثير قوي على أنواع مختلفة من الخلايا مثل neutrophils, الصفائح، والعضيات تحت خلوية. |
| Streptococcal pyrogenic exotoxin A (SpeA) | مستضد فوقي تفرزه العديد من سلالات العقديات المقيحة: هذا السم الخارجي المولد للحمى هو المسوؤل عن الطفح للحمى القرمزية وكثر من أعراض متلازمة الصدمة السمية للعقديات، كما أنها تُعرف بأسم toxic shock like syndrome(TSLS). |
| Streptococcal pyrogenic exotoxin C (SpeC) | مستضد فوقي تفرزه العديد من سلالات العقديات المقيحة: هذا السم الخارجي المولد للحمى هو المسوؤل عن الطفح للحمى القرمزية وكثر من أعراض متلازمة الصدمة السمية للعقديات، كما أنها تُعرف بأسم toxic shock like syndrome(TSLS). |
| ستربتوكاينيز                              | يقوم بتنشيط البلازمينوجين أنزيمياً، وهو أنزيم بروتيني، إلى بلازمين، والذي بدوره يهضم الفايبرين والبروتينات الأخرى. |
| هيالورونيداز                              | هناك إعتقاد شائع بأن إنزيم الهيالورونيداز يسهل انتشار البكتريا خلال الأنسجة عبر تحطيم حمض الهيالورنيك، وهو أحد المكونات المهمة في النسيج الضام. ومع ذلك، عدد قليل من عزلات العقديات المقيحة تكون قادرة على إفراز هذا الإنزيم بشكل فعال بسبب طفرات في الجين المسؤول عن تكوين هذا الإنزيم. علاوة على ذلك، فإن العزلات القليلة المفرزة لهذا الإنزيم لا يبدو أنها بحاجة للإنتشار في الأنسجة أو التسبب بآفات جلدية. لذلك، فإن الدور الحقيقي في الإمراضية، هذا إن وجد، يظل غير معروفاً. |
| Streptodornase                            | معظم سلالات العقديات المقيحة تفرز مايقارب أربع أنواع من إنزيم ديوكسي ريبو نوكلياز، والتي أحيانا تسمى streptodornase.إنزيم DNases يحمي البكتريا من أن تتم محاصرتها بواسطة أفخاخ الخلايا المتعادلة الخارجية مصائد العدلات خارج الخلية (NETs) عن طريق هضم شبكة الحمض النووي دنا لهذه الأفخاخ، والتي تكون مرتبطة مع خلية متعادلة بروتييز السيرين لكي تستطيع قتل البكتريا. |
| مكون المتممة 5أ ببتيداز                   | إنزيم الببتيديز C5a يشطر مواد وظيفتها أن تقوم بالجذب القوي للخلايا المتعادلة خلية متعادلة وتسمى مكون المتممة 5أ، ويتم إنتاجها بواسطة النظام المتمم جملة المتممة. إنزيم الببتيديز C5a ضروري لتقليل تدفق الخلايا المتعادلة عند بدء الإصابة بالبكتريا لكي تستطيع أن تستوطن انسجة العائل. هذا الإنزيم، رغم أهميته في تحطيم جاذبات الخلايا المتعادلة في المراحل المبكرة من الإصابة، إلا أنه ليس ذو أهمية بعد أن تكون البكتريا فد أنتشرت عبر اللفافات لفافة.                           |
| Streptococcal chemokine protease          | في الانسجة المتضررة للمرضى ذوي الحالات المتقدمة من التهاب اللفافات الناخر لايوجد إي خلايا متعادلة (neutrophils). بروتييز السيرين إختصاره ScpC، والذي تفرزه العقديات المقيحة، هو المسؤول عن منع هجرة الخلايا المتعادلة لمكان انتشار الإصابة. يقوم ScpC بتدمير كيموكين إنترلوكين 8، والتي يفترض أن تقوم بجذب الخلايا المتعادلة لموقع الإصابة. |

## التشخيص
عادة، تؤخذ مسحة من الحنجرة للمختبر لكي يتم فحصها. يتم عمل صبغة جرام لتظهر لنا المكورات موجبة الجرام والتي تتواجد في سلاسل. ثم، تتم زراعة الكائن الحي على آجار الدم
مع إضافة قرص من المضاد الحيوي باسيتراسين لإظهار مستعمرات تحلل الدم-بيتا ومدى حساسيتها للمضادات الحيوية (منطقة يُثبط فيها النمو حول القرص). ثم تتم زراعتها على آجار لايحتوي على دم، لإجراء أختبار الكاتاليز والذي يعطي نتيجة سلبية لكل العقديات.
العقديات المقيحة تكون نتيجتها سالبة لاختباري CAMP وحمض الهيبوريك. للتعرف على الكائن مصلياً (سيرولوجياً) يتم بالكشف عن وجود عديد السكريات الخاص بالمجموعة أ في جدار البكتريا الخلوي بإجراء Phadebact test.
يعتبر اختبار Pyrrolidonyl Arylamidase (PYR) طريقة سريعة تستخدم للتعرف المبدئي على العقديات المحللة للدم من نوع بيتا. GBS تعطي نتيجة سلبية لهذا الاختبار.

## العلاج
أفضل علاج هو البينسيلين، المدة المثلى اللازمة تكون عشرة أيام على الأقل.
أما فيما يخص متلازمة الصدمة السمية ونخر اللفافات، يتم استخدام جرعات أعلى من البينيسلين. بالإضافة لذلك، لابد من التدخل الجراحي في حالة نخر اللفافات، لكي يتم إزالة الإنسجة المتضررة وإيقاف انتشار الإصابة.
لم يتم الإبلاغ عن إي حالات مقاومة للبنيسيلين إلى يومنا هذا، على الرغم من أنه
منذ عام 1985، ظهرت عدة تقارير تفيد بحدوث تحمل للبنيسيلين. السبب لفشل معالجة العقديات المقيحة  بالبنيسيلين يكون غالباً عدم التزام المريض بأخذ الدواء، وأما في حال عجز المضاد عن إحداث التأثير المطلوب رغم إالتزام المريض به، من الشائع أن يتم بدء دورة علاجية أخرى باستخدام السيفالوسبورين.
في الأفراد الذين يعانون من حساسية البنيسيلين، وجد أن كلا من الإريثروميسين، الماكروليدات، والسيفالوسبورين تكون ذات فعالية عند العلاج.

## الوقاية
أفضل طريقة للوقاية من «البكتريا العقدية المقيحة» تكون عبر نظافة الإيدي الفعالة. لايوجد حالياَ إي لقاحات متوفرة للحماية ضد عدوى «البكتريا العقدية المقيحة»، رغم أن الأبحاث تجري لتطوير لقاح ضدها. من الصعوبات التي يتم مواجهتها عند تطوير لقاح ضد هذه البكتريا هي التنوع الكبير في سلالاتها التي تتواجد في البيئة بالإضافة للوقت وعدد الأشخاص الكبير الذي يجب توفرة للقيام بالدراسات الضرورية لفعالية اللقاح وسلامته.

## تطبيقات في مجال تكنولوجيا النانو الحيوية
كثير من بروتينات العقديات المقيحة والتي تمتلك خصائص فريدة من نوعها، تم إستغلالها والاستفادة منها في السنوات الأخيرة لإنتاج مواد على قدر عالي من التخصص ولها قدرات صمغية خارقة  وسبيل لتعزيز فعالية العلاج بالمضادات الحيوية.

## الجينوم
تم إيجاد التسلسل الجيني لسلالات مختلفة (حجم الجينوم 1.8 - 1.9 Mbp)  والتي تحمل الشفرات الخاصة بتكوين 1700-1900 من البروتينات (1700 في السلالة NZ131، 
و 1865 في السلالة MGAS5005)